# Hypericum elongatum
Hypericum elongatum är en johannesörtsväxtart. Hypericum elongatum ingår i släktet johannesörter, och familjen johannesörtsväxter.

## Underarter
Arten delas in i följande underarter:
- H. e. apiculatum
- H. e. callithyrsum
- H. e. elongatum
- H. e. microcalycinum
- H. e. tymphresteum
- H. e. antasiaticum
- H. e. lythrifolium
- H. e. racemosum